# 万能布朗
兰斯洛特·布朗（英語：Lancelot Brown；1715/16年—1783年2月6日），一般称为万能布朗（Capability Brown），是一名英国园林设计师，以为英格兰乡村别墅设计的园林出名，对于英格兰风景园林的形成具有重要推动作用。
他一生设计了170多座园林，很多都保留至今，因为常告诉自己的客户他的园林具有自我成长的“能力”而获得昵称“万能”。他在世时已颇负盛名，甚至掩盖了前辈查尔斯·布里奇曼和威廉·肯特的光环与贡献。但对他的批评也不少，批评者认为他的作品都千篇一律，缺乏想象力。

## 生平
他出生于英国诺森伯兰郡柯克哈尔，是家中第五个孩子，父亲是当地贵族威廉·洛兰从男爵的地产经纪人，母亲也在洛兰家的柯克哈尔庄园（Kirkharle Hall）工作。他从学校毕业后成为洛兰家园丁的学徒。
1739年，他离开故乡南下谋生，1741年成为斯托的科巴姆勋爵（Lord Cobham）家斯托庄园的园丁，由威廉·肯特指导。26岁时，他成为首席园丁，科巴姆勋爵允许他自己接私活，很多贵族家庭都来找他设计园林，因此成名。他在1760年代年薪达到£6,000（相当于2021年的£873,000），一次委托就要收取£500。1764年，他成为乔治三世汉普敦宫的首席园丁。1770年，他成为剑桥郡和亨廷顿郡郡长（High Sheriff of Cambridgeshire and Huntingdonshire），不过工作基本是他的儿子兰斯（Lance）做的。
他一生设计了170多座园林，他的作品现在还能在贝尔沃城堡、布莱尼姆宫、华威城堡、哈伍德庄园、海克利尔城堡和邱园等地看到。